# Équateur aux Jeux olympiques d'été de 2012
L'Équateur participe aux Jeux olympiques d'été de 2012 à Londres au Royaume-Uni du 27 juillet au 12 août 2012. Il s'agit de sa 13e participation à des Jeux d'été.

## Athlétisme
Les athlètes de l'Équateur ont jusqu'ici atteint les minima de qualification dans les épreuves d'athlétisme suivantes (pour chaque épreuve, un pays peut engager trois athlètes à condition qu'ils aient réussi chacun les minima A de qualification, un seul athlète par nation est inscrit sur la liste de départ si seuls les minima B sont réussis), :
Hommes
Courses
| Athlète              | Épreuve      | Séries     | Séries | Quarts de finale | Quarts de finale | Demi-finales | Demi-finales | Finale   | Finale |
| Athlète              | Épreuve      | Résultat   | Rang   | Résultat         | Rang             | Résultat     | Rang         | Résultat | Rang   |
| -------------------- | ------------ | ---------- | ------ | ---------------- | ---------------- | ------------ | ------------ | -------- | ------ |
| Miguel Angel Almachi | Marathon     | NC         | NC     | NC               | NC               | NC           | NC           | 2:19:53  | 50e    |
| Mauricio Arteaga     | 20 km marche | NC         | NC     | NC               | NC               | NC           | NC           | 1:25:51  | 44e    |
| Andrés Chocho        | 50 km marche | NC         | NC     | NC               | NC               | NC           | NC           | DQ       | -      |
| Xavier Moreno        | 50 km marche | NC         | NC     | NC               | NC               | NC           | NC           | 4:09:23  | 47e    |
| Bayron Piedra        | 10 000 m     | NC         | NC     | NC               | NC               | NC           | NC           | DNF      | -      |
| Álex Quiñónez        | 200 m        | 20.28 (RN) | 1er    | NC               | NC               | 20.37        | 8e           | 20.57    | 7e     |

Concours
| Athlète             | Épreuve         | Qualification | Qualification | Finale   | Finale |
| Athlète             | Épreuve         | Distance      | Rang          | Distance | Rang   |
| ------------------- | --------------- | ------------- | ------------- | -------- | ------ |
| José Adrián Sornoza | Triple saut     | 16.04         | 25e           | –        | –      |
| Diego Ferrin        | Saut en hauteur | 2.21          | 21e           | –        | –      |

Femmes
Courses
| Athlète        | Épreuve      | Séries   | Séries | Quarts de finale | Quarts de finale | Demi-finales | Demi-finales | Finale       | Finale |
| Athlète        | Épreuve      | Résultat | Rang   | Résultat         | Rang             | Résultat     | Rang         | Résultat     | Rang   |
| -------------- | ------------ | -------- | ------ | ---------------- | ---------------- | ------------ | ------------ | ------------ | ------ |
| Rosa Chacha    | Marathon     | NC       | NC     | NC               | NC               | NC           | NC           | 2:40:57 (MS) | 83e    |
| Erika Chavez   | 200 m        | 23.70    | 42e    | NC               | NC               | –            | –            | –            | –      |
| Yadira Guaman  | 20 km marche | NC       | NC     | NC               | NC               | NC           | NC           | 1:34:47 (MP) | 40e    |
| Lucy Jaramillo | 400 m haies  | 57.74    | 33e    | NC               | NC               | –            | –            | –            | –      |
| Paola Pérez    | 20 km marche | NC       | NC     | NC               | NC               | NC           | NC           | 1:37:05      | 51e    |

## Boxe
Hommes
| Athlète        | Compétition           | 1/16 de finale                      | 1/8 de finale                   | Quarts de finale    | Demi-finales        | Finale              |
| Athlète        | Compétition           | Adversaire Résultat                 | Adversaire Résultat             | Adversaire Résultat | Adversaire Résultat | Adversaire Résultat |
| -------------- | --------------------- | ----------------------------------- | ------------------------------- | ------------------- | ------------------- | ------------------- |
| Carlos Quipo   | Mi-mouches (-49 kg)   | José Kelvin de la Nieve (ESP) 14-11 | Kaeo Pongprayoon (THA) 6-10     | –                   | –                   | –                   |
| Anderson Rojas | Super-Légers (-64 kg) | Uktamjon Rahmonov (UZB) 10-16       | –                               | –                   | –                   | –                   |
| Carlos Sánchez | Welters (-69 kg)      | Adam Nolan (IRL) 8-14               | –                               | –                   | –                   | –                   |
| Marlo Delgado  | Moyens (-75 kg)       | Aleksandar Drenovak (SRB) 12-13     | –                               | –                   | –                   | –                   |
| Carlos Góngora | Mi-lourds (-81 kg)    | Vatan Huseynli (AZE) 9-8            | Adilbek Niyazymbetov (KAZ) 5-13 | –                   | –                   | –                   |
| Julio Castillo | Lourds (-91 kg)       | Siarhei Karneyeu (BLR) 12-21        | –                               | –                   | –                   | –                   |
| Ítalo Perea    | Super-lourds (+91 kg) | Roberto Cammarelle (ITA) 10-18      | –                               | –                   | –                   | –                   |

## Canoë-kayak

### Course en ligne
L'Équateur a qualifié les bateaux suivants pour les épreuves de course en ligne :
| Athlète         | Compétition | Éliminatoires | Éliminatoires | Demi-finales | Demi-finales | Finale A | Finale A | Finale B | Finale B |
| Athlète         | Compétition | Temps         | Rang          | Temps        | Rang         | Temps    | Rang     | Temps    | Rang     |
| --------------- | ----------- | ------------- | ------------- | ------------ | ------------ | -------- | -------- | -------- | -------- |
| César de Cesare | K1 – 200 m  | 36.181        | 14e           | 36.975       | 12e          | –        | –        | 38.075   | 4e       |

## Cyclisme

### Cyclisme sur route
En cyclisme sur route, l'Équateur a qualifié un homme et aucune femme.
| Athlète     | Compétition            | Temps       | Rang |
| ----------- | ---------------------- | ----------- | ---- |
| Byron Guamá | Course en ligne hommes | hors délais | -    |

### BMX
| Athlète      | Compétition | Qualifications | Qualifications | Quarts de finale | Quarts de finale | Quarts de finale | Quarts de finale | Quarts de finale | Repêchages | Repêchages | Repêchages | Repêchages | Demi-finales | Demi-finales | Demi-finales | Demi-finales | Demi-finales | Finale   | Finale |
| Athlète      | Compétition | Résultat       | Rang           | Manche 1         | Manche 2         | Manche 3         | Total            | Rang             | Manche 4   | Manche 5   | Total      | Rang       | Manche 1     | Manche 2     | Manche 3     | Total        | Rang         | Résultat | Rang   |
| ------------ | ----------- | -------------- | -------------- | ---------------- | ---------------- | ---------------- | ---------------- | ---------------- | ---------- | ---------- | ---------- | ---------- | ------------ | ------------ | ------------ | ------------ | ------------ | -------- | ------ |
| Emilio Falla | BMX hommes  | 39.737         | 24e            | 3                | 8(DNF)           | 6                | 17               | 6e               | 3          | 3          | 23         | 6e         | -            | -            | -            | -            | -            | -        | -      |

## Équitation

### Concours complet
| Athlète       | Cheval      | Compétition | Dressage  | Dressage | Cross-country | Cross-country | Cross-country | Saut d'obstacles | Saut d'obstacles | Saut d'obstacles | Saut d'obstacles | Total | Total |
| Athlète       | Cheval      | Compétition | Dressage  | Dressage | Cross-country | Cross-country | Cross-country | Qualification    | Qualification    | Qualification    | Finale           | Total | Total |
| Athlète       | Cheval      | Compétition | Pénalités | Rang     | Pénalités     | Total         | Rang          | Pénalités        | Total            | Rang             | Pénalités        | Total | Rang  |
| ------------- | ----------- | ----------- | --------- | -------- | ------------- | ------------- | ------------- | ---------------- | ---------------- | ---------------- | ---------------- | ----- | ----- |
| Ronald Zabala | Master Rose | Individuel  | 53.30     | 46e      | 36.00         | 89.30         | 48e           | 7.00             | 96.30            | 43e              | -                | -     | -     |

## Haltérophilie
| Athlète      | Compétition | Arraché  | Arraché | Épaulé-jeté | Épaulé-jeté | Total | Rang |
| Athlète      | Compétition | Résultat | Rang    | Résultat    | Rang        | Total | Rang |
| ------------ | ----------- | -------- | ------- | ----------- | ----------- | ----- | ---- |
| Jorge Arroyo | -105 kg     | 185      | 2e      | 200         | 10e         | 385   | 8e   |

| Athlète           | Compétition | Arraché  | Arraché | Épaulé-jeté | Épaulé-jeté | Total | Rang |
| Athlète           | Compétition | Résultat | Rang    | Résultat    | Rang        | Total | Rang |
| ----------------- | ----------- | -------- | ------- | ----------- | ----------- | ----- | ---- |
| Alexandra Escobar | -58 kg      | 103      | 4e      | 123         | 10e         | 226   | 9e   |
| Rosa Tenorio      | -69 kg      | 95       | 12e     | 115         | 11e         | 210   | 11e  |
| Oliba Nieve       | +75 kg      | 117      | 8e      | 138         | 9e          | 255   | 8e   |

## Judo
| Athlète          | Compétition           | 1/16 de finale      | 1/8 de finale                | Quarts de finale    | Demi-finales        | Repêchage 1         | Repêchage 2         | Finale              | Finale |
| Athlète          | Compétition           | Adversaire Résultat | Adversaire Résultat          | Adversaire Résultat | Adversaire Résultat | Adversaire Résultat | Adversaire Résultat | Adversaire Résultat | Rang   |
| ---------------- | --------------------- | ------------------- | ---------------------------- | ------------------- | ------------------- | ------------------- | ------------------- | ------------------- | ------ |
| Estefanía García | Moins de 63 kg femmes | exempte             | Urška Žolnir (SLO) 0001/1000 | -                   | -                   | -                   | -                   | -                   | -      |

## Lutte
| Athlète             | Compétition | Qualification       | Huitièmes de finale          | Quarts de finale    | Demi-finales        | Repêchage 1         | Repêchage 2         | Finale              | Finale |
| Athlète             | Compétition | Adversaire Résultat | Adversaire Résultat          | Adversaire Résultat | Adversaire Résultat | Adversaire Résultat | Adversaire Résultat | Adversaire Résultat | Rang   |
| ------------------- | ----------- | ------------------- | ---------------------------- | ------------------- | ------------------- | ------------------- | ------------------- | ------------------- | ------ |
| Lutte gréco-romaine |             |                     |                              |                     |                     |                     |                     |                     |        |
| Orlando Huacón      | -66 kg      | exempt              | Ashraf El-Gharably (EGY) 1-3 | –                   | –                   | –                   | –                   | –                   | –      |
| Lutte libre         |             |                     |                              |                     |                     |                     |                     |                     |        |

| Athlète        | Compétition | Qualification       | Huitièmes de finale      | Quarts de finale             | Demi-finales        | Repêchage 1         | Repêchage 2         | Finale              | Finale |
| Athlète        | Compétition | Adversaire Résultat | Adversaire Résultat      | Adversaire Résultat          | Adversaire Résultat | Adversaire Résultat | Adversaire Résultat | Adversaire Résultat | Rang   |
| -------------- | ----------- | ------------------- | ------------------------ | ---------------------------- | ------------------- | ------------------- | ------------------- | ------------------- | ------ |
| Lutte libre    |             |                     |                          |                              |                     |                     |                     |                     |        |
| Cynthia Vescan | -55 kg      | exempte             | Olga Butkevych (GBR) 3-1 | Jackeline Rentería (COL) 1-3 | –                   | –                   | –                   | –                   | –      |

## Natation
| Athlète                  | Épreuve       | Séries  | Séries | Demi-finales | Demi-finales | Finale    | Finale |
| Athlète                  | Épreuve       | Temps   | Rang   | Temps        | Rang         | Temps     | Rang   |
| ------------------------ | ------------- | ------- | ------ | ------------ | ------------ | --------- | ------ |
| Ivan Enderica            | 10 km         | NC      | NC     | NC           | NC           | 1:52:28.6 | 21e    |
| Esteban Enderica Salgado | 400 m 4 nages | 4:24.32 | 29e    | NC           | NC           | -         | -      |

| Athlète          | Épreuve          | Séries  | Séries | Demi-finales | Demi-finales | Finale | Finale |
| Athlète          | Épreuve          | Temps   | Rang   | Temps        | Rang         | Temps  | Rang   |
| ---------------- | ---------------- | ------- | ------ | ------------ | ------------ | ------ | ------ |
| Samantha Arevalo | 800 m nage libre | 8:49.21 | 29e    | NC           | NC           | -      | -      |

## Tir
| Athlète       | Compétition                         | Qualification | Qualification | Finale | Finale |
| Athlète       | Compétition                         | Points        | Rang          | Points | Rang   |
| ------------- | ----------------------------------- | ------------- | ------------- | ------ | ------ |
| Sofía Padilla | Carabine à 10 m air comprimé femmes | 386           | 53e           |        |        |

## Triathlon
| Athlètes        | Compétition | Natation (1,5 km) | Transition 1 | Vélo (40 km) | Transition 2 | Course (10 km) | Temps   | Résultat |
| --------------- | ----------- | ----------------- | ------------ | ------------ | ------------ | -------------- | ------- | -------- |
| Femmes          |             |                   |              |              |              |                |         |          |
| Elizabeth Bravo | Femmes      | 19:50             | 0:42         | 1:10:44      | 0:32         | 38:12          | 2:10:00 | 49e      |